# نادي التضامن (سوريا)
نادي التضامن الرياضي الاجتماعي، هو نادي سوري لكرة القدم مقره اللاذقية. تأسس عام 1980. يلعب مبارياته على أرضه على ملعب الأسد.